# Coastal Road
Die Coastal Road, auch Kombo Coastal Road (deutsch Kombo-Küstenstraße), ist eine rund 40 Kilometer lange Fernstraße im westafrikanischen Staat Gambia.

## Beschreibung

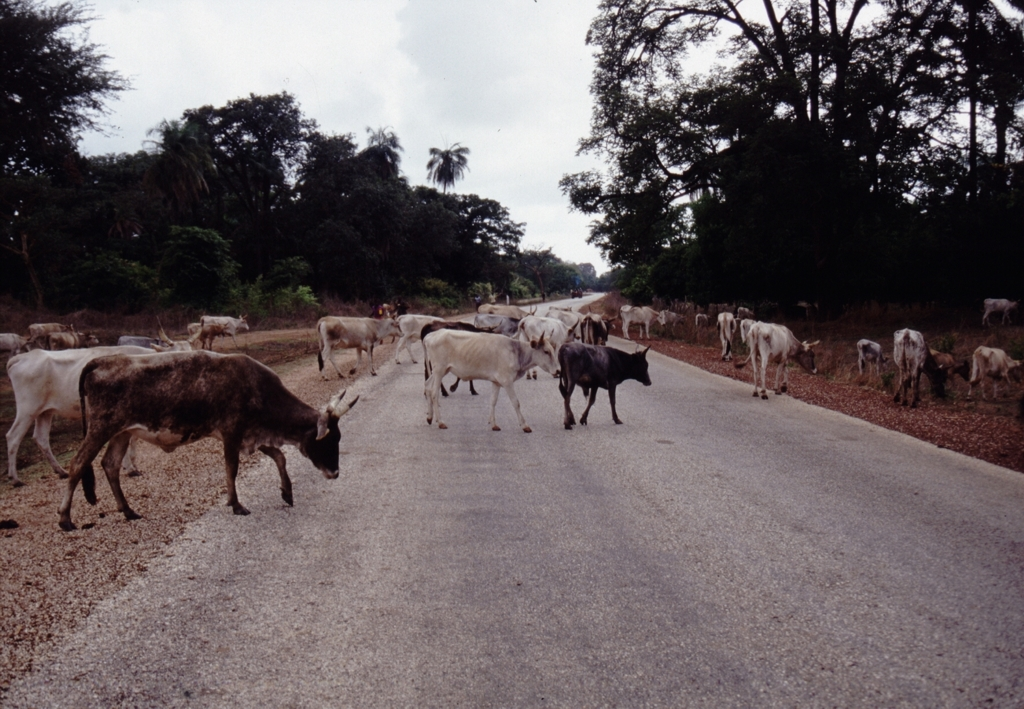
Bild der Strecke im Juli 2000

Die Coastal Road verbindet die Kombo-St. Mary Area in der Küstenregion mit den südlichen Ortschaften an der Küste. Zusammen mit dem Senegambia Highway und dem Bertil Harding Highway ist die Strecke rund 80 Kilometer lang. Die Investition der Küstenstraße betrugen 168 Millionen Dalasi und wurde von der gambischen Regierung mit Hilfe einer Finanzierung der Kuwait Fund und Arab Bank in Höhe von 112 Millionen Dalasi bewerkstelligt.
Neben der besseren Anbindung der südlichen Orte in der West Coast Region, soll die Region an der atlantischen Küste südlich von Bijilo bis nach Kartong für den Tourismus in Gambia erschlossen werden. Zahlreiche Hotels, darunter ein zweites 5-Sterne-Hotel in Gambia, haben sich dort an der Küste angesiedelt.

## Verlauf
Die Coastal Road beginnt im Norden an einer großen Straßenkreuzung (Brusubi Roundabout; Brusubi=Brufut, Sukuta und Bijilo; auch als Turntable Brusubi bekannt) im Südwesten von Sukuta, wo eine Hauptstraße aus Sukuta zuführt. Der Senegambia Highway führt aus nordwestlicher Richtung, südlich von Bijilo und Kololi, auf diese Kreuzung zu und setzt sich im Weg nach dem Banjul International Airport fort. Nach rund fünf Kilometern führt der Weg nach Südwesten an Brufut und Ghana Town vorbei. Danach durchquert die Straße den Tanji Bird Reserve. Hier in der Nähe des Bald Cape wendet sich der Verlauf der Straße nun nach Süden. Nach rund neun Kilometern ab Beginn der Straße überführt sie auf der Tanji Bridge den Tanji und passiert den Ort Tanji. Nach weiteren rund 2,7 Kilometern im Verlauf der Straße liegt das Tanje Village Museum auf diesen Weg. Im weiteren Verlauf werden die Orte Batokunku, Tujereng und Sanyang verbunden. Nach 30 Kilometern ab Beginn der Straße ist Gunjur erreicht und zehn Kilometer weiter südlich Gambias südlichster Punkt, Kartong.